# Toni Filipi
Toni Filipi (Zadar, 1. ožujka 1996.), hrvatski je boksač. Natječe se u teškoj kategoriji. Član je zagrebačkog kluba "Gladijator".

## Životopis
Odrastao je u Salima na Dugom otoku, gdje je i pohađao osnovnu školu, dok je u srednju išao u Zadar gdje je izučio zanat za brodomehaničara. Boksati je počeo s 12 godina, a na treninge je odlazio u Zadar. Starija braća Šime i Bepo također su boksači, posljednji osvajač medalje na Europskim igrama. Majka je domaćica, a otac radnik na naftnoj platformi.
Boksački uzor mu je Mike Tyson.

## Karijera
Osvajač je srebrnog odličja na Svjetskom juniorskom prvenstvu 2014. u Sofiji, izgubivši u samoj završnici od Kubanca Hernandeza. Šest mjeseci kasnije, postao je europskim juniorskim doprvakom u kategoriji do 91 kilograma pred domaćim gledateljstvom u Zagrebu.
Srebrna odličja osvojio je i na Svjetskom juniorskom prvenstvu, Olimpijskim igrama mladih u Nanjingu, Europskom prvenstvu za mlađe seniore (do 22 godine) i na Mediternaskim igrama u Mersinu 2013. te srebrne medalje na Prvenstvu Europske unije 2018.
Na prvonastupu Hrvatskih vitezova (Croatian Knights) u Svjetskoj boksačkoj ligi (WSB) u Firenci, senzacionalno je pobijedio dvostrukog svjetskog prvaka i dvostrukog osvajača olimpijskog srebra, talijanskog boksača Clementea Russoa.